# High Park
High Park é um dos maiores e mais movimentados parques da cidade canadense de Toronto, Ontário. Possui 161 hectares de área. O parque foi criado em 1873, e é atualmente um dos principais centros de recreação de Toronto.

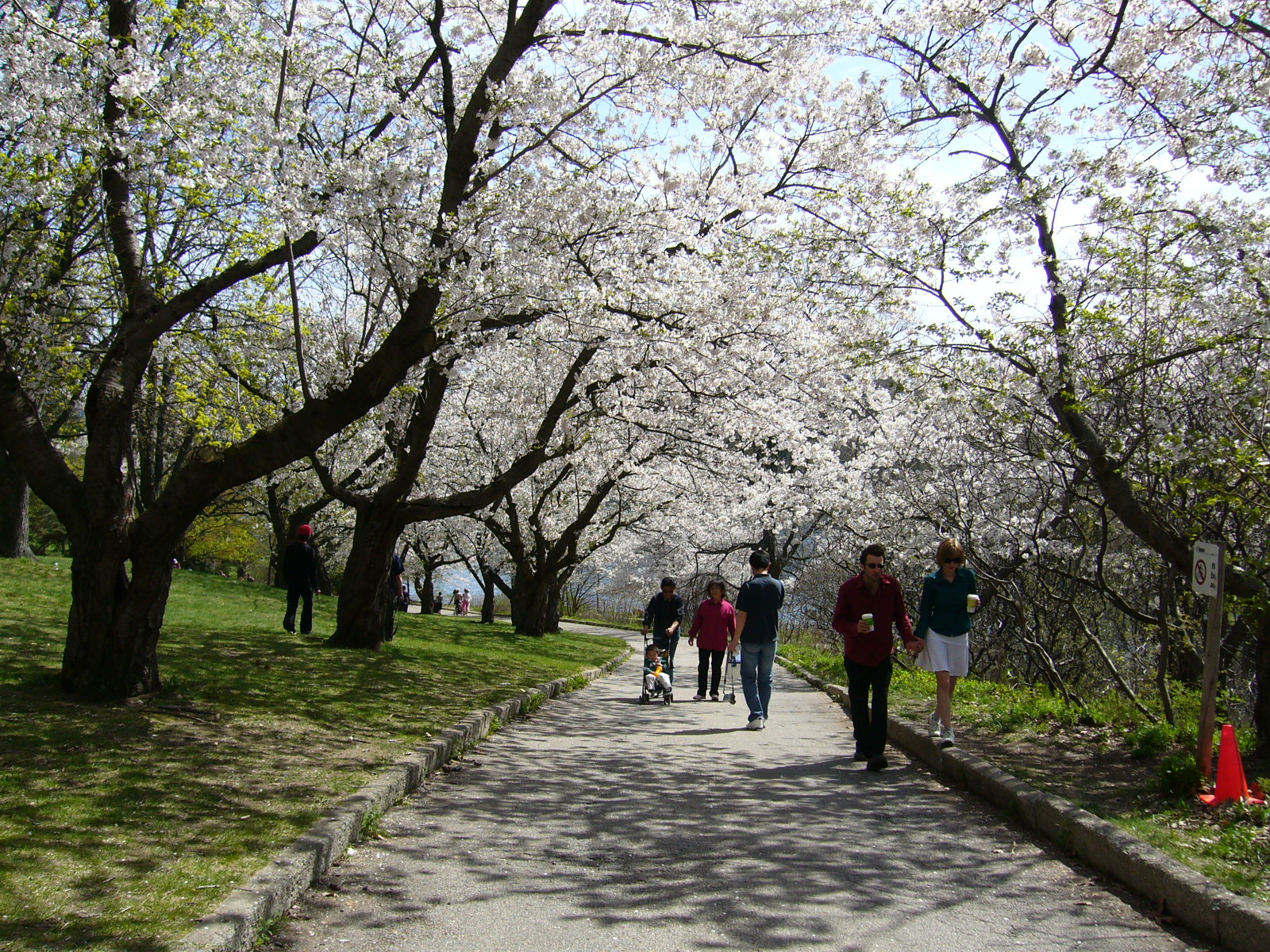
High Park.